# Miss Grand International
Pour les articles homonymes, voir Miss.
Miss Grand International, aussi connu comme Miss Grand ou MGI, est un concours de beauté féminin d'origine thaïlandaise, organisé chaque année.
Des candidates provenant de différents pays du monde se réunissent chaque année dans le pays hôte pour concourir pour la couronne. Chaque concurrente représente son pays d'origine et la gagnante du concours porte le titre pour une période d'un an, en y ajoutant l'année où elle l'a remporté.
La tenante du titre est Christine Juliane Opiaza des Philippines couronnée Miss Grand International 2024 à Bangkok, en Thaïlande.

## Histoire
En 2013, l'entrepreneur et présentateur thaïlandais Nawat Itsaragrisil a fondé le concours de beauté Miss Grand International sous le slogan «Stop à la guerre et à la violence»,,.
La première édition du concours a eu lieu le 19 novembre à l'Impact Arena de Bangkok, en Thaïlande, avec la participation de 71 pays, Janelee Chaparro de Porto Rico étant la première gagnante du concours,. Les deux éditions suivantes se sont déroulées au stade Huamark de Bangkok, en Thaïlande,.
En 2015, Anea Garcia de République dominicaine remporte le concours mais décide de renoncer au titre et est remplacée par sa première dauphine Claire Elizabeth Parker d'Australie qui est considérée comme l'unique tenante du titre de Miss Grand International 2015,,.
En 2016, le concours se tient pour la première fois en dehors de Thaïlande et du continent asiatique. La ville de Las Vegas, aux États-Unis, accueille la quatrième édition du concours. 74 pays participent à cette édition qui a été diffusée pour la première fois sur la page Facebook officielle du concours. Cette édition est remportée par Ariska Putri Pertiwi d'Indonésie, devenant ainsi la première Asiatique à remporter le concours.
En 2020, le concours initialement programmé au Venezuela le 25 octobre est déplacé en raison de l'impact de la pandémie de Covid-19. L'événement se déroule finalement à Bangkok, en Thaïlande, le 27 mars 2021. Abena Appiah, la représentante des États-Unis, est couronnée à l'issue de la compétition, elle devient la première femme noire à gagner le concours,.
En 2024, le concours devait initialement avoir lieu en Birmanie. Mais en raison du conflit armé birman, il a été déplacé pour être organisé en tant que co-hôte en Thaïlande et au Cambodge. Cependant, l'organisation a décidé de révoquer les droits d'organisation du Cambodge et d'organiser le concours uniquement en Thaïlande. Plus tard, Rachel Gupta d'Inde, la détentrice initiale du titre de Miss Grand International 2024, a été destituée et remplacée par Christine Juliane Opiaza des Philippines,.
En tout, plus de 80 pays ont participé au concours, ce qui en fait l'un des concours de beauté féminins les plus reconnus au monde, notamment en Amérique latine et en Extrême-Orient.

## Lauréates
| Année | Nom                      | Pays vainqueur         | Pays organisateur | Ville hôte        | Candidates |
| ----- | ------------------------ | ---------------------- | ----------------- | ----------------- | ---------- |
| 2013  | Janelee Chaparro         | Porto Rico             | Thaïlande         | Bangkok           | 71         |
| 2014  | Lees Garcia              | Cuba                   | Thaïlande         | Bangkok           | 85         |
| 2015  | Anea Garcia (détrônée)   | République dominicaine | Thaïlande         | Bangkok           | 77         |
| 2015  | Claire Elizabeth Parker  | Australie              | Thaïlande         | Bangkok           | 77         |
| 2016  | Ariska Putri Pertiwi     | Indonésie              | États-Unis        | Las Vegas         | 74         |
| 2017  | María José Lora          | Pérou                  | Viêt Nam          | Phú Quốc          | 77         |
| 2018  | Clara Sosa               | Paraguay               | Birmanie          | Rangoun           | 75         |
| 2019  | Valentina Figuera        | Venezuela              | Venezuela         | Caracas           | 60         |
| 2020  | Abena Appiah             | États-Unis             | Thaïlande         | Bangkok           | 63         |
| 2021  | Nguyễn Thúc Thùy Tiên    | Viêt Nam               | Thaïlande         | Bangkok           | 59         |
| 2022  | Isabella Menin           | Brésil                 | Indonésie         | Bogor             | 68         |
| 2023  | Luciana Fuster           | Pérou                  | Viêt Nam          | Hô Chi Minh-Ville | 69         |
| 2024  | Rachel Gupta (détrônée)  | Inde                   | Thaïlande         | Bangkok           | 68         |
| 2024  | Christine Juliane Opiaza | Philippines            | Thaïlande         | Bangkok           | 68         |

## Galerie

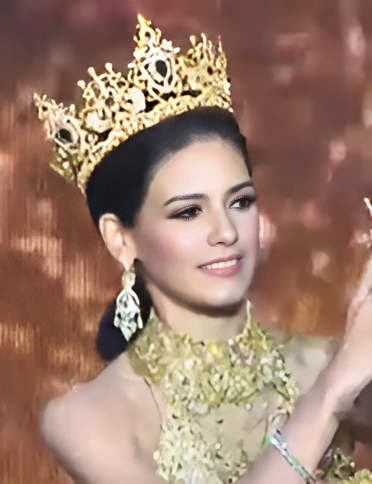
Miss Grand International 2013 Janelee Chaparro
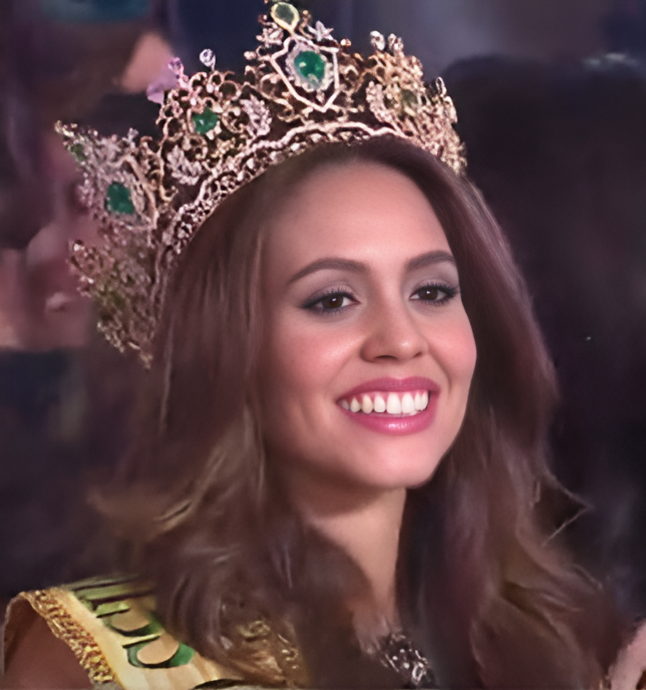
Miss Grand International 2014 Lees Garcia
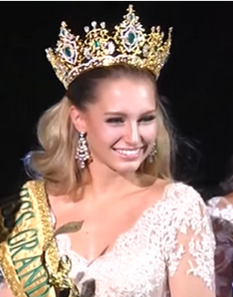
Miss Grand International 2015 Claire Elizabeth Parker
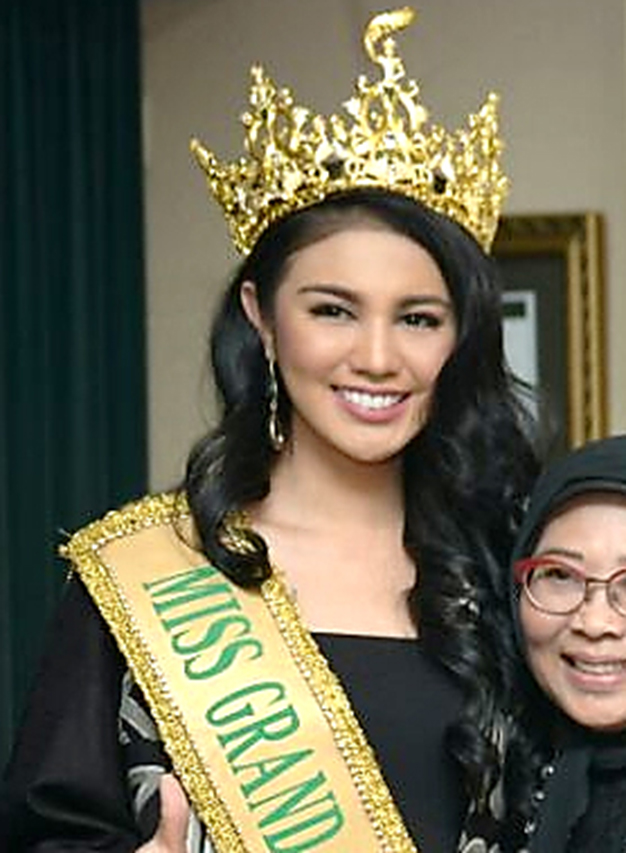
Miss Grand International 2016 Ariska Putri Pertiwi
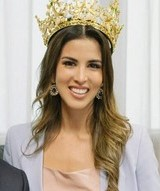
Miss Grand International 2017 María José Lora
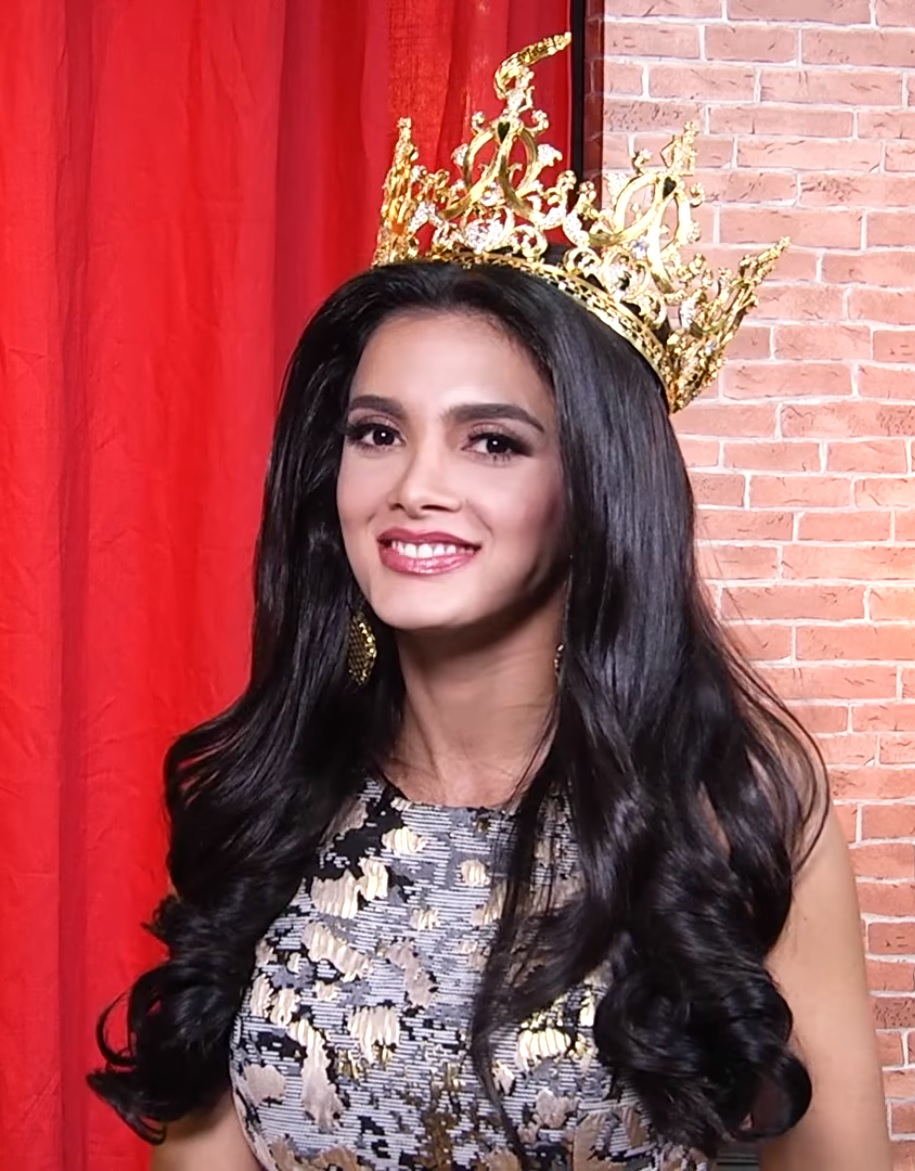
Miss Grand International 2018 Clara Sosa
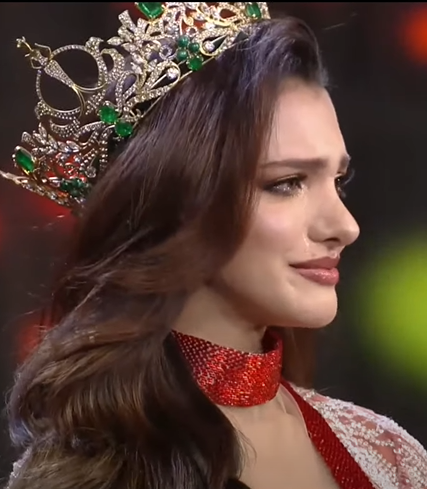
Miss Grand International 2019 Valentina Figuera
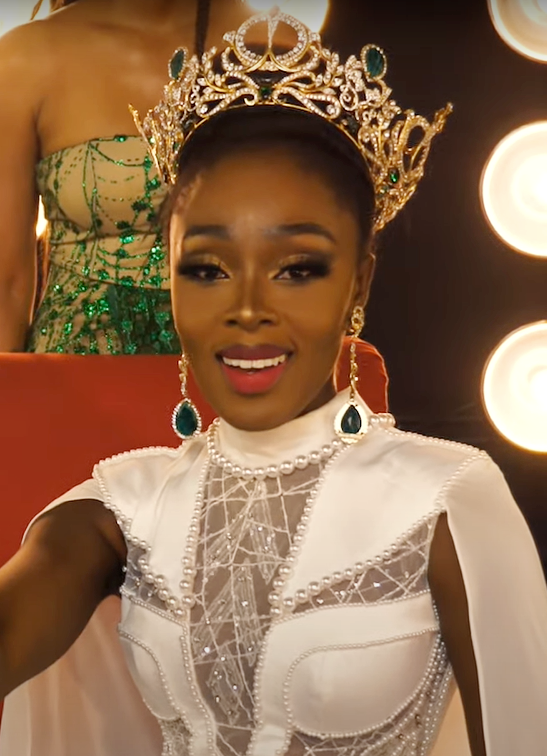
Miss Grand International 2020 Abena Appiah
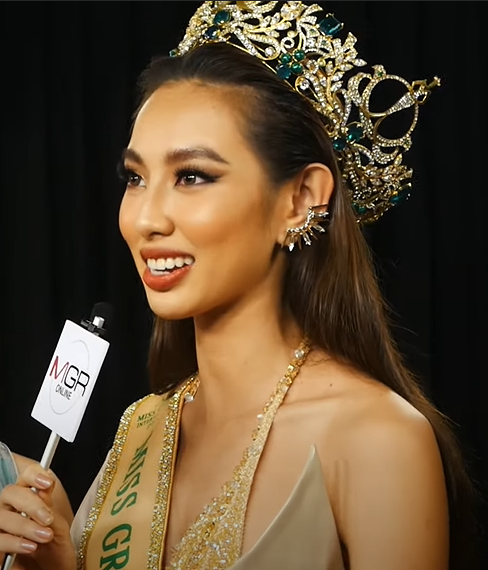
Miss Grand International 2021 Nguyễn Thúc Thùy Tiên
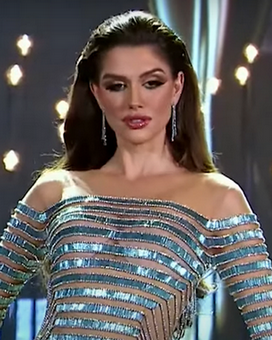
Miss Grand International 2022 Isabella Menin
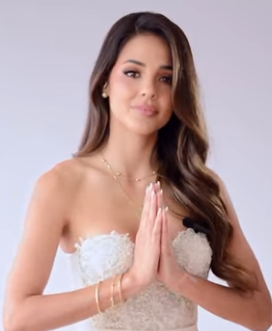
Miss Grand International 2023 Luciana Fuster
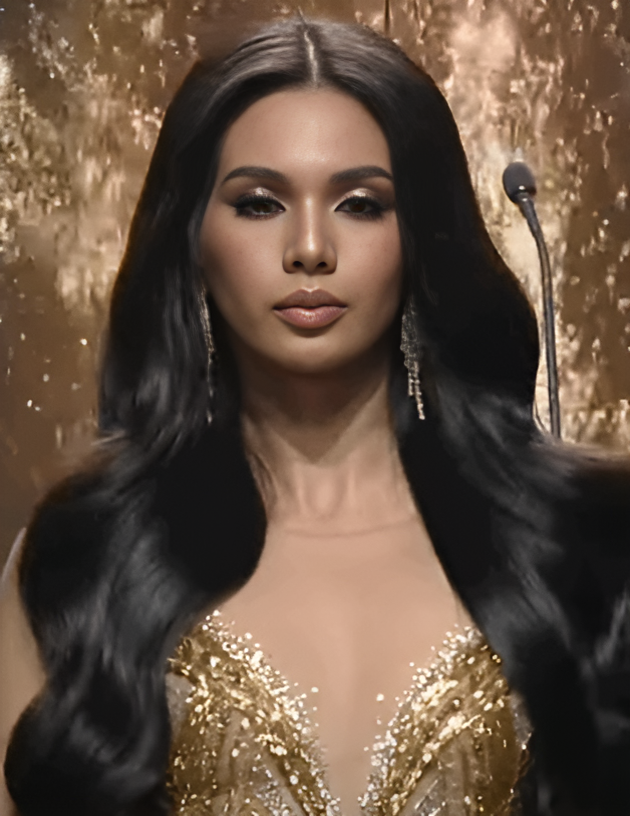
Miss Grand International 2024 Christine Juliane Opiaza

## Palmarès

### Nombre de victoires par pays
| Titre | Pays        | Année(s)   |
| ----- | ----------- | ---------- |
| 2     | Pérou       | 2017, 2023 |
| 1     | Philippines | 2024       |
| 1     | Brésil      | 2022       |
| 1     | Viêt Nam    | 2021       |
| 1     | États-Unis  | 2020       |
| 1     | Venezuela   | 2019       |
| 1     | Paraguay    | 2018       |
| 1     | Indonésie   | 2016       |
| 1     | Australie   | 2015       |
| 1     | Cuba        | 2014       |
| 1     | Porto Rico  | 2013       |

### Nombre de gagnantes par continent
| Continent | Nombre de titres | Pays ayant gagné                                                           |
| --------- | ---------------- | -------------------------------------------------------------------------- |
| Amérique  | 8                | Pérou (2), Porto Rico, Cuba, Paraguay, Venezuela, États-Unis et Brésil (1) |
| Asie      | 3                | Indonésie, Viêt Nam et Philippines (1)                                     |
| Océanie   | 1                | Australie (1)                                                              |
| Afrique   | 0                |                                                                            |
| Europe    | 0                |                                                                            |